# 德尔沙伊德
德尔沙伊德（德語：Dörscheid）是德国莱茵兰-普法尔茨州的一个市镇。总面积8.65平方公里，总人口400人，其中男性193人，女性207人（2011年12月31日），人口密度46人/平方公里。